# Erdesbach
Erdesbach ist eine Ortsgemeinde im Landkreis Kusel in Rheinland-Pfalz. Sie gehört der Verbandsgemeinde Kusel-Altenglan an.

## Geographie
Der Ort liegt im Kuseler Musikantenland in der Westpfalz am Glan. Im Norden befindet sich Ulmet, im Süden Bedesbach.

## Geschichte
Die Ortschaft wurde im Jahr 1364 erstmals als Ertenspach urkundlich erwähnt.
Zunächst zur Grafschaft Veldenz gehörend, fiel der Ort mit dem Erlöschen deren männlicher Linie 1444 an die neu gebildete Grafschaft Pfalz-Zweibrücken, deren weiteres Schicksal Erdesbach nun teilte.
Wie die anderen Dörfer der Umgebung, so hatte auch Erdesbach im 17. Jahrhundert vor allem durch den Dreißigjährigen Krieg schwere Verwüstungen und Opfer hinzunehmen. Nach dem Krieg galt es als fast vollkommen ausgestorben, es folgte die Zuwanderung neuer Familien. Weitere Kriege, wie der Pfälzische Erbfolgekrieg, brachten erneute Rückschläge. Erst im 18. Jahrhundert setzte ein beständiges Bevölkerungswachstum ein.
Von 1801 bis 1814 gehörte Erdesbach als Teil des Saardepartements, Arrondissement Birkenfeld, Canton Kusel, Mairie Ulmet zu Frankreich. Auf dem Wiener Kongress fiel die linksrheinische Pfalz 1815 zunächst an Österreich und 1816 aufgrund eines Tauschvertrages an das Königreich Bayern. Der Ort wurde nun dem Landkommissariat Kusel, Bürgermeisteramt Ulmet, im bayerischen Rheinkreis zugeordnet.
Nach dem Zweiten Weltkrieg wurde Erdesbach innerhalb der französischen Besatzungszone Teil des damals neu gebildeten Landes Rheinland-Pfalz. Im Zuge der ersten rheinland-pfälzischen Verwaltungsreform wurde der Ort 1972 der Verbandsgemeinde Altenglan zugeordnet, die 2018 in der Verbandsgemeinde Kusel-Altenglan aufging.

## Politik

### Bürgermeister
Alexander Altmaier wurde 2024 Ortsbürgermeister von Erdesbach.
Sein Vorgänger war Ralf Lukas, der 2019 erneut als Ortsbürgermeister bestätigt wurde.
Ein Vorgänger von Lukas war Helmut Drumm.

### Wappen
| Wappen von Erdesbach | Blasonierung: „Von Schwarz und Blau durch einen silbernen Wellenbalken geteilt, oben ein wachsender rot-bewehrter, -bezungter und -gekrönter goldener Löwe, unten eine mit roten Steinen belegte silberne Mitra mit seitlich abflatternden Bändern.“ |
| Wappen von Erdesbach | Wappenbegründung: Die Mitra im Wappen verweist auf die frühere Zugehörigkeit zum Bistum Reims. Der Löwe entstammt dem Wappen der Wittelsbacher, dem Herrschergeschlecht von Pfalz-Zweibrücken.                                                       |

## Wirtschaft und Infrastruktur
Durch den Ort führt die B 420. Im Süden befindet sich die A 62. In Altenglan ist ein Bahnhof der Glantalbahn.

## Söhne und Töchter der Gemeinde
- Georg Drumm (1874–1959), später in den USA lebender Musiker und Komponist. Er komponierte den Einzugsmarsch Hail to the Chief, der bei offiziellen Anlässen wie der Präsidenteneinführung ins Weiße Haus gespielt wird.[8]
- Otto Brückner (1899–1989), Kunst- und Heimatmaler[8]
- Albert Zink (1900–1969), Lehrer und Heimatforscher[8]